# Dannes
Dannes település Franciaországban, Pas-de-Calais megyében. Lakosainak száma 1317 fő (2022. január 1.). Dannes Neufchâtel-Hardelot, Widehem és Camiers községekkel határos.

## Népesség
A település népességének változása:
| Lakosok száma | 1329 | 1343 | 1335 | 1316 | 1303 | 1346 | 1332 | 1323 | 1317 |
|               | 2013 | 2015 | 2016 | 2017 | 2018 | 2019 | 2020 | 2021 | 2022 |